# Буданів

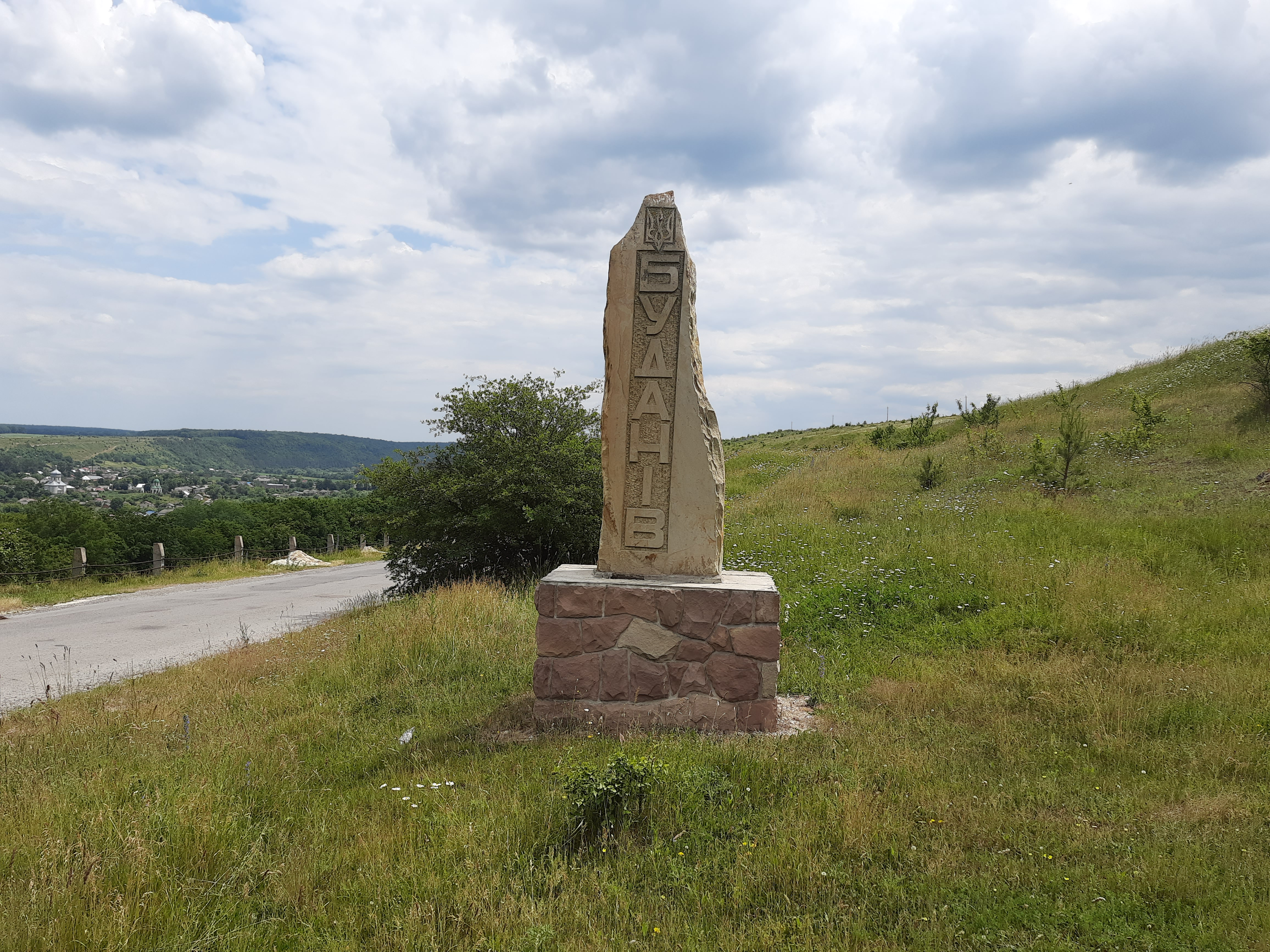
Знак при в'їзді в село

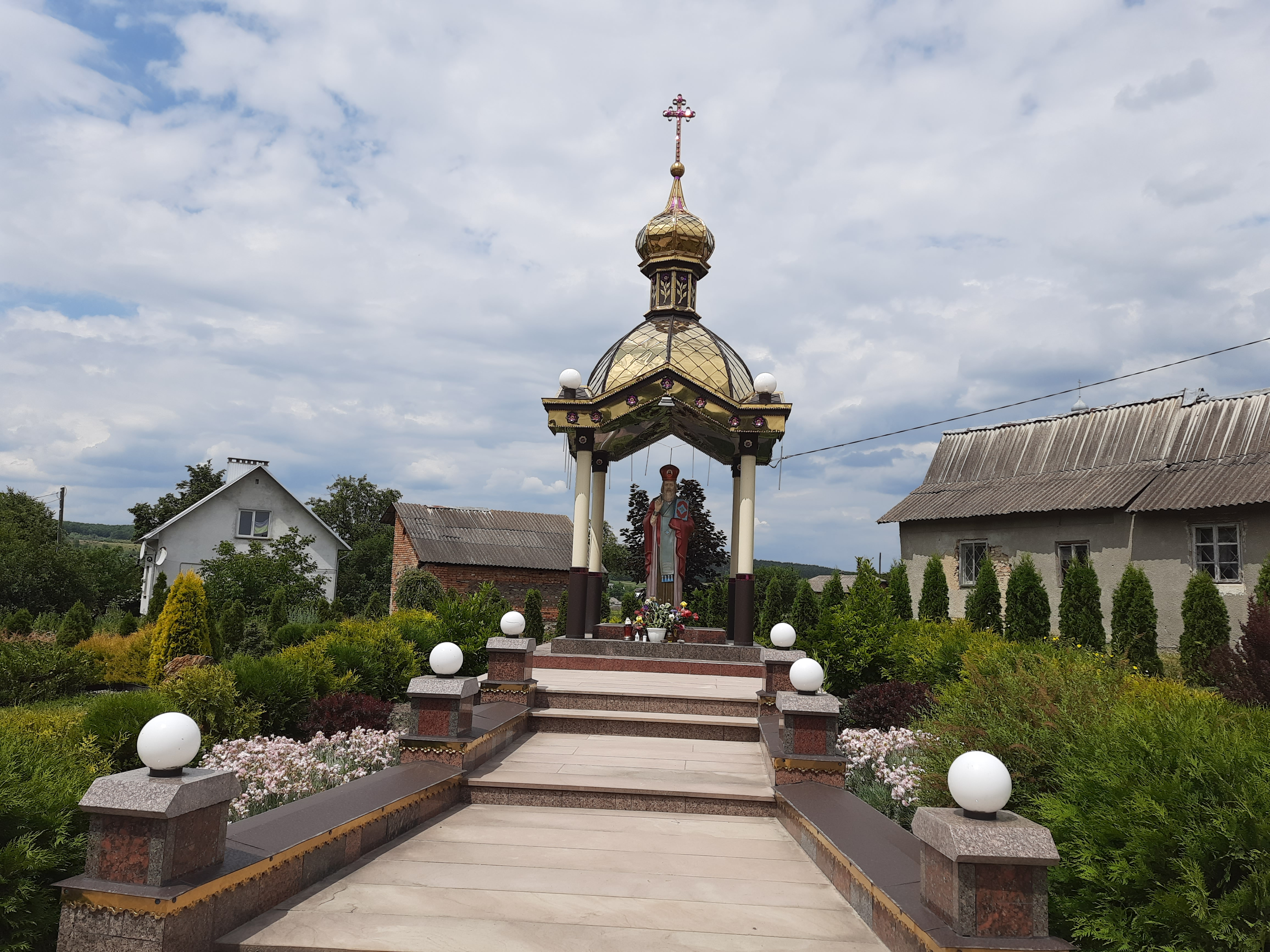
Статуя Святого Миколая

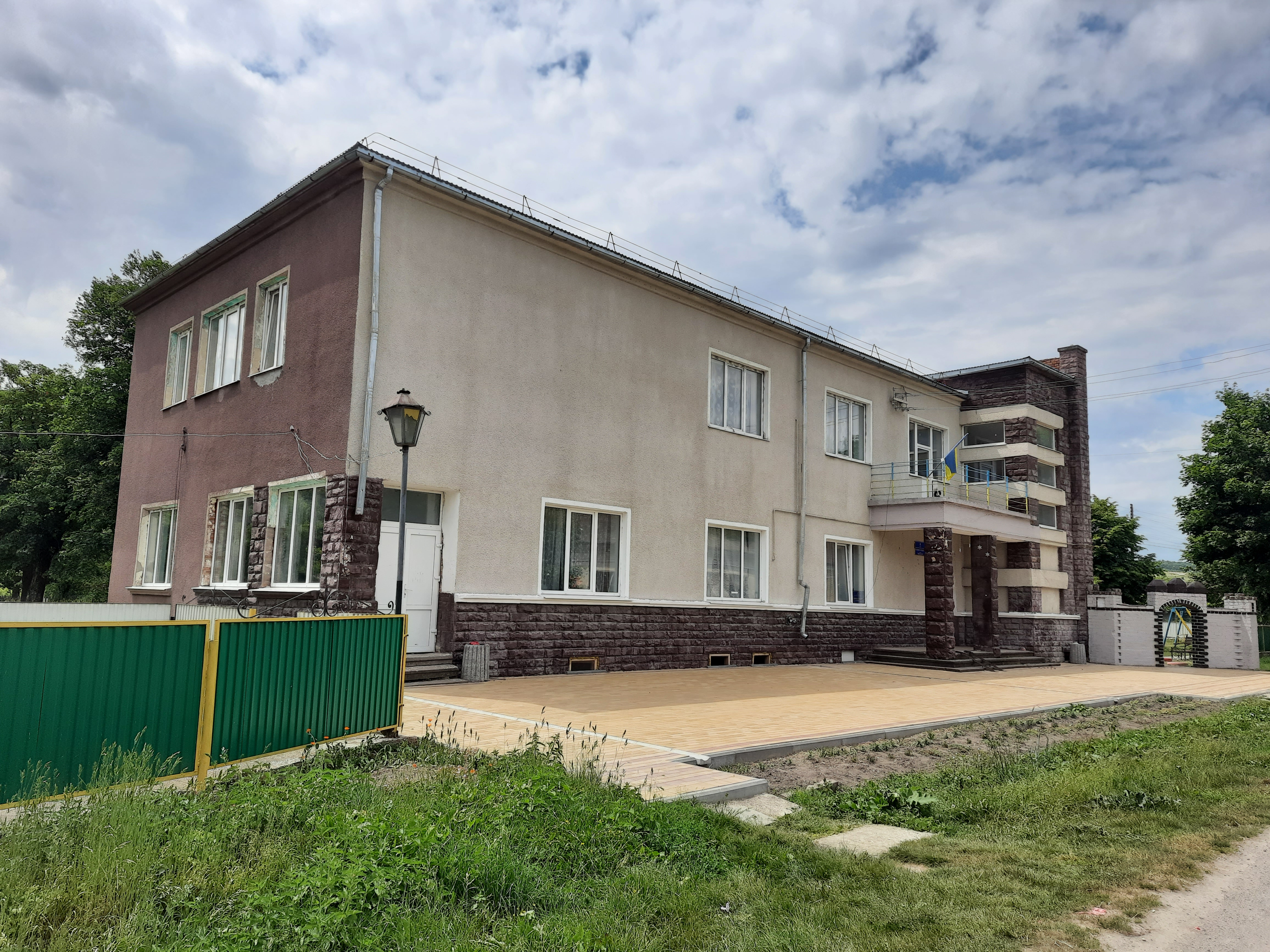
Будинок культури

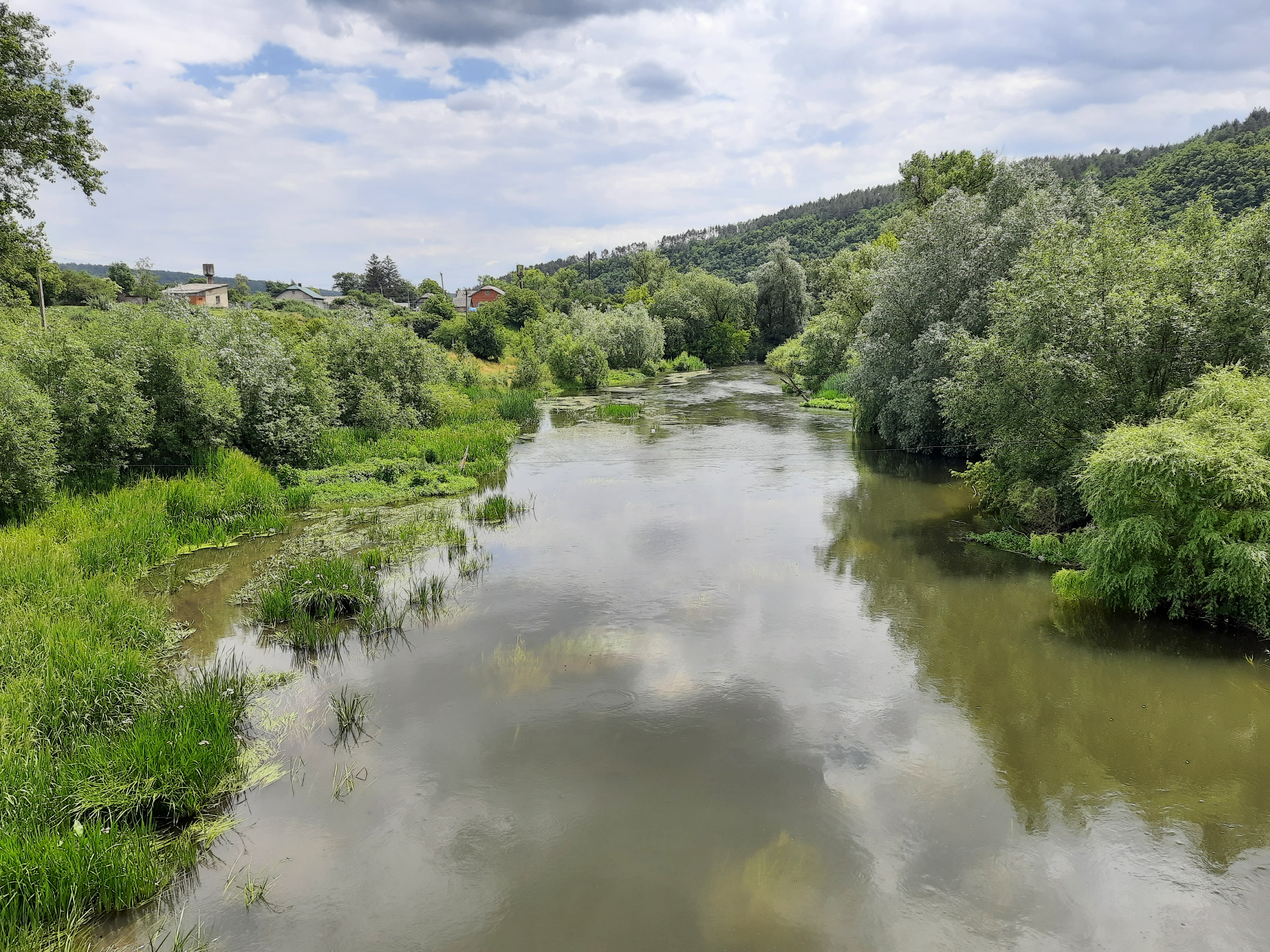
Річка Серет біля села

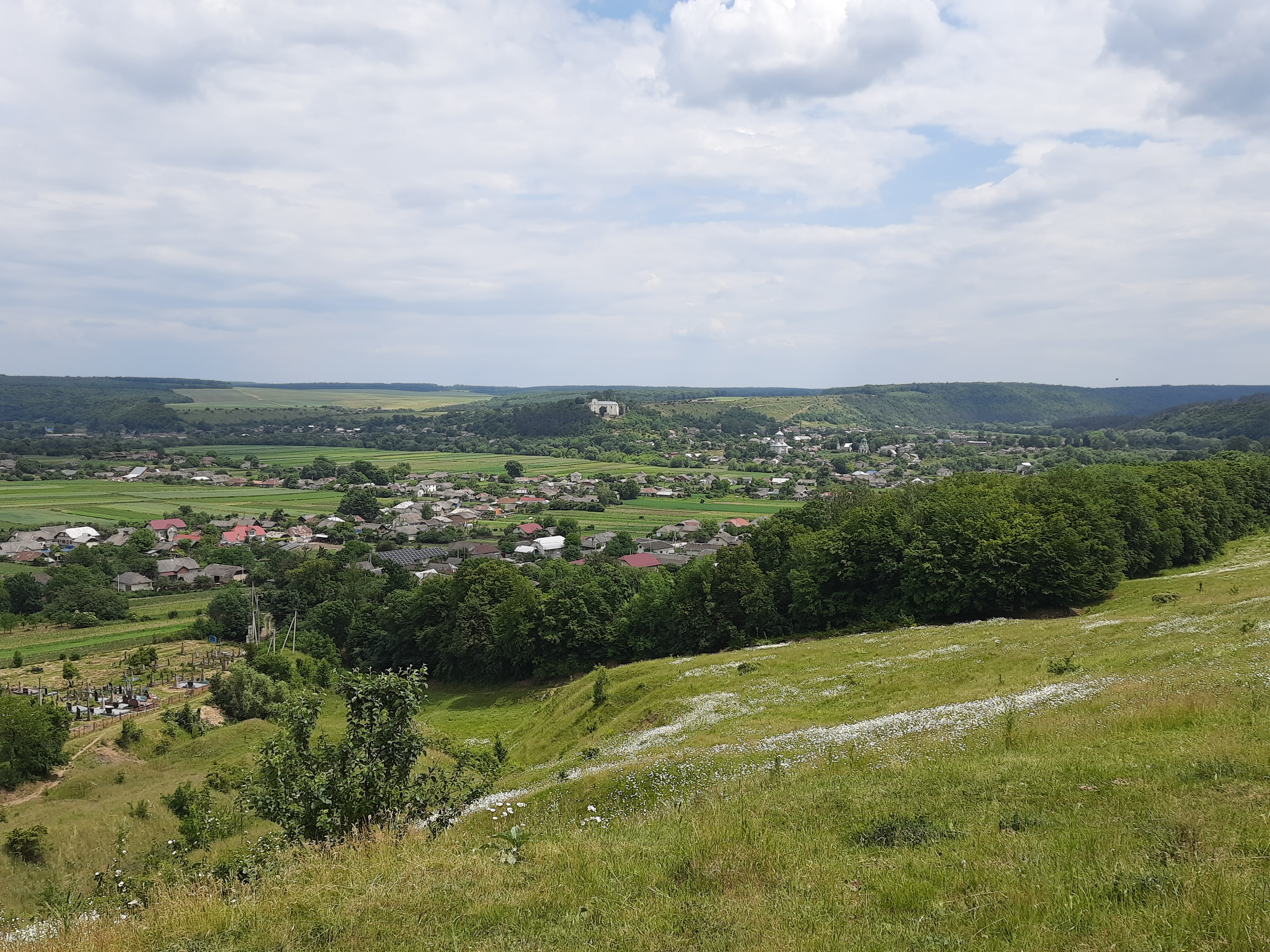
Вигляд на село

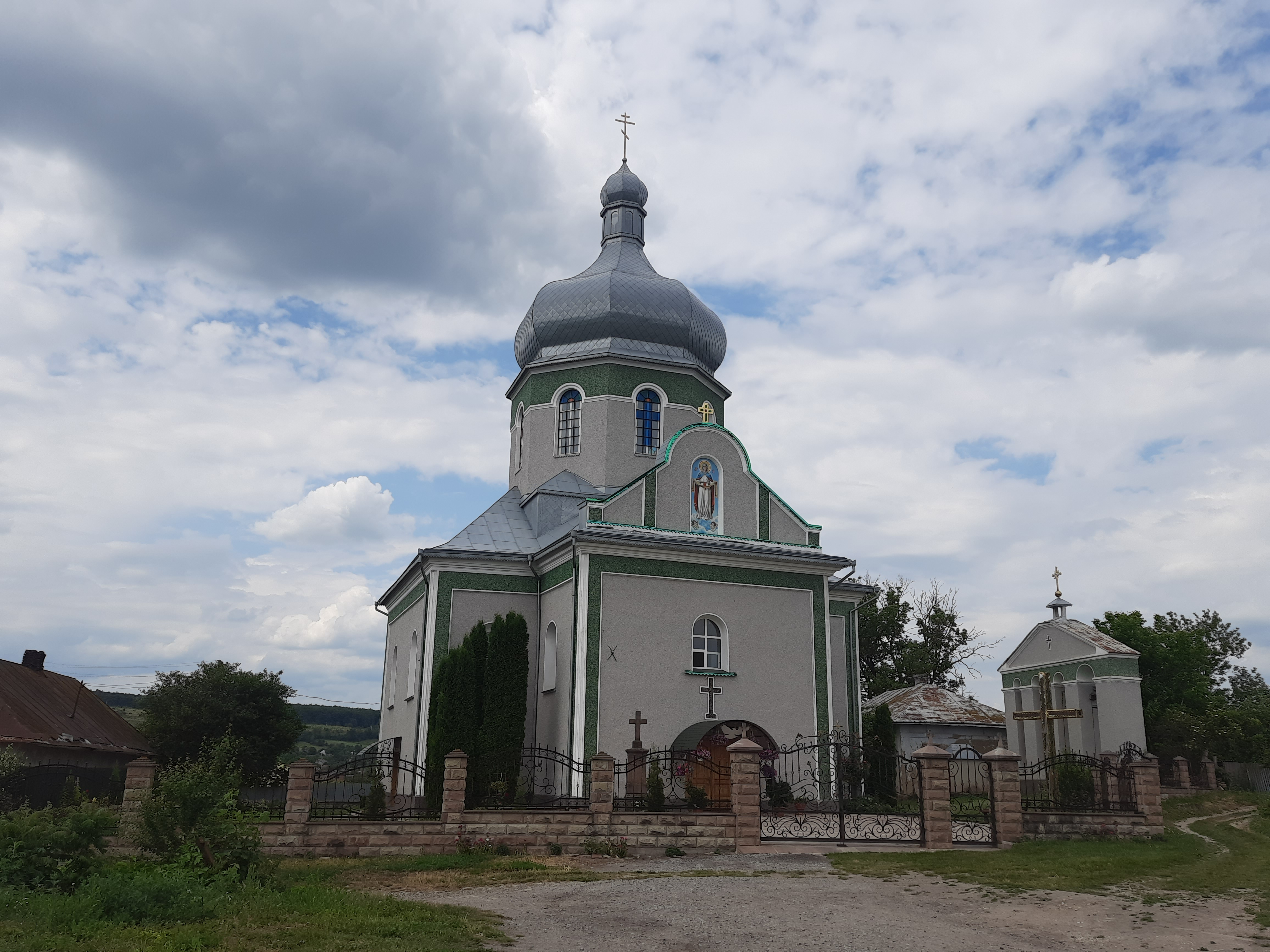
Церква Святого Великомученика Григорія

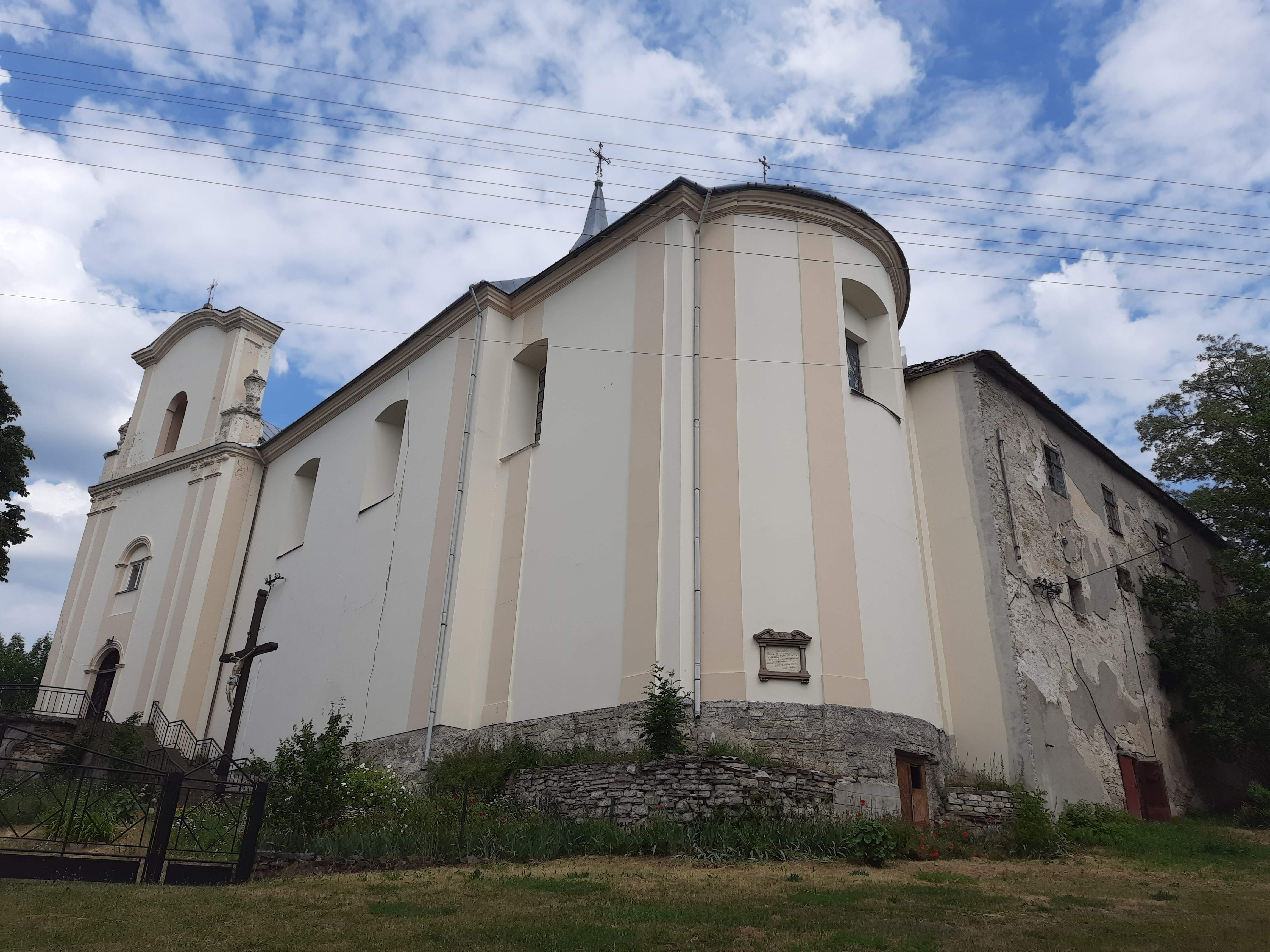
Костел

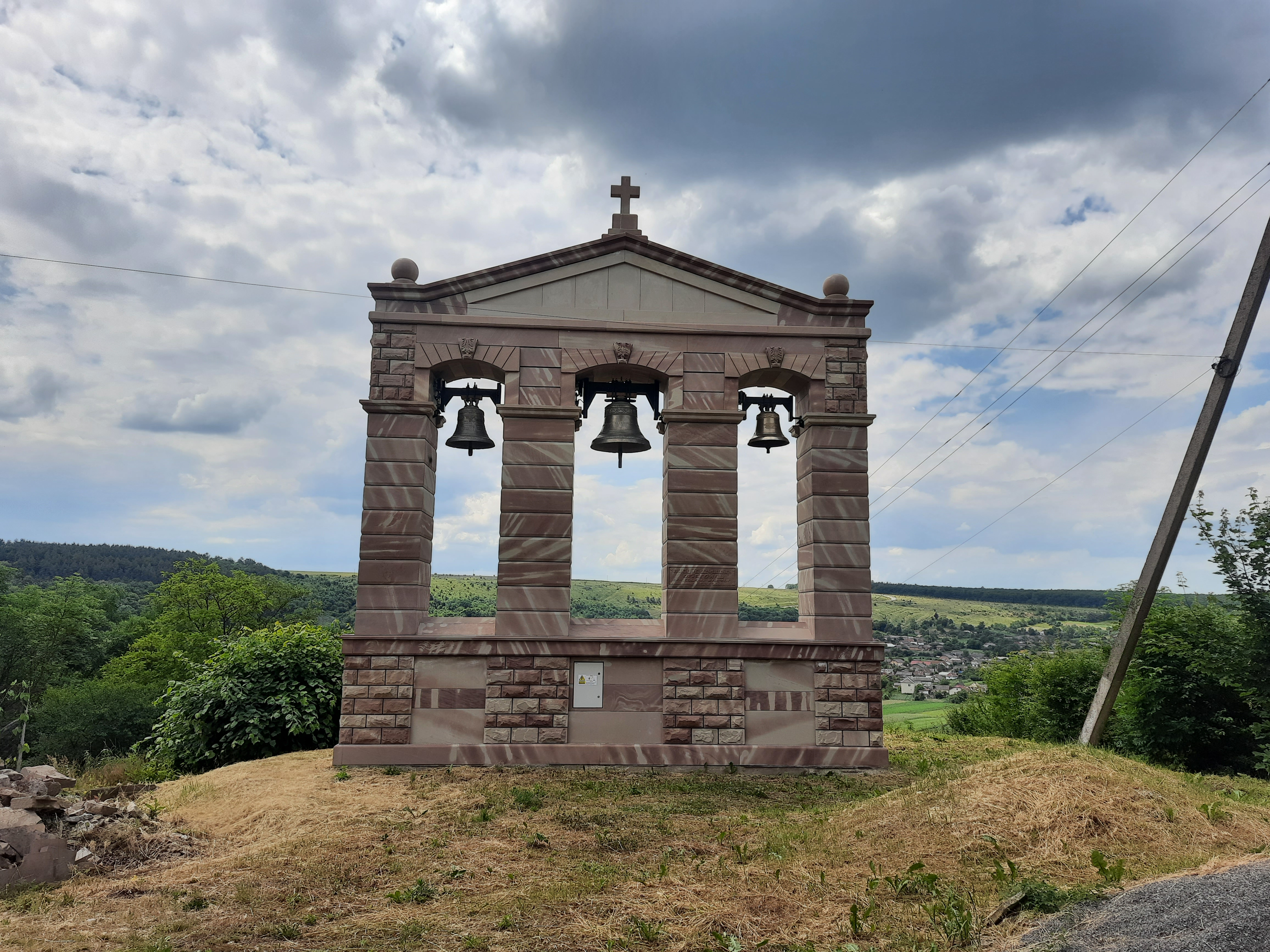
Дзвіниця костелу

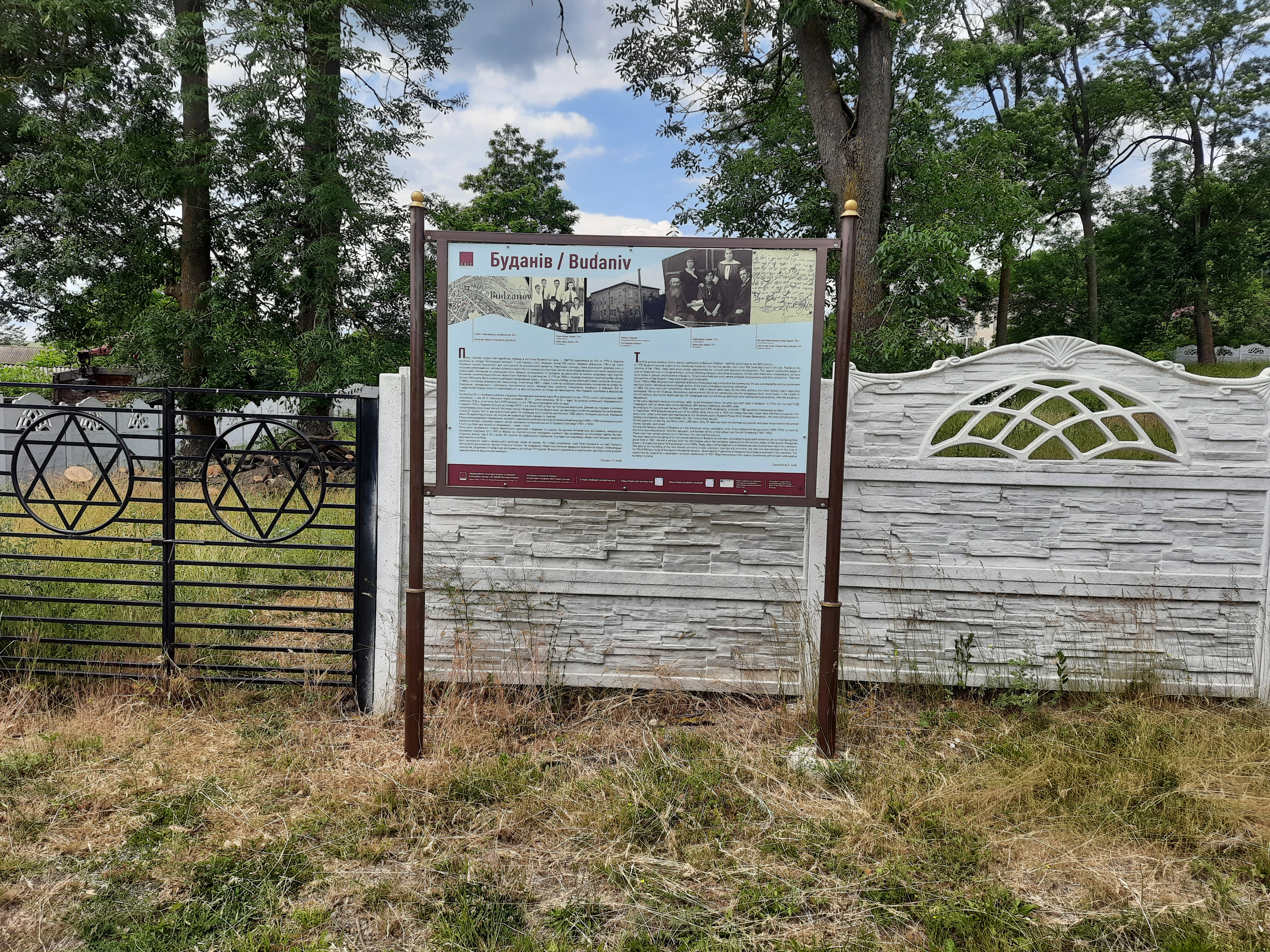
Єврейське кладовище

Буда́нів (до 1946 — Будзанове) — село в Україні, Тернопільська область, Чортківський район, Білобожницька сільська громада. Адміністративний центр колишньої Буданівської сільської ради, якій було підпорядковане також село Папірня.
У 2002 році населення становило 1724 особи.

## Історія

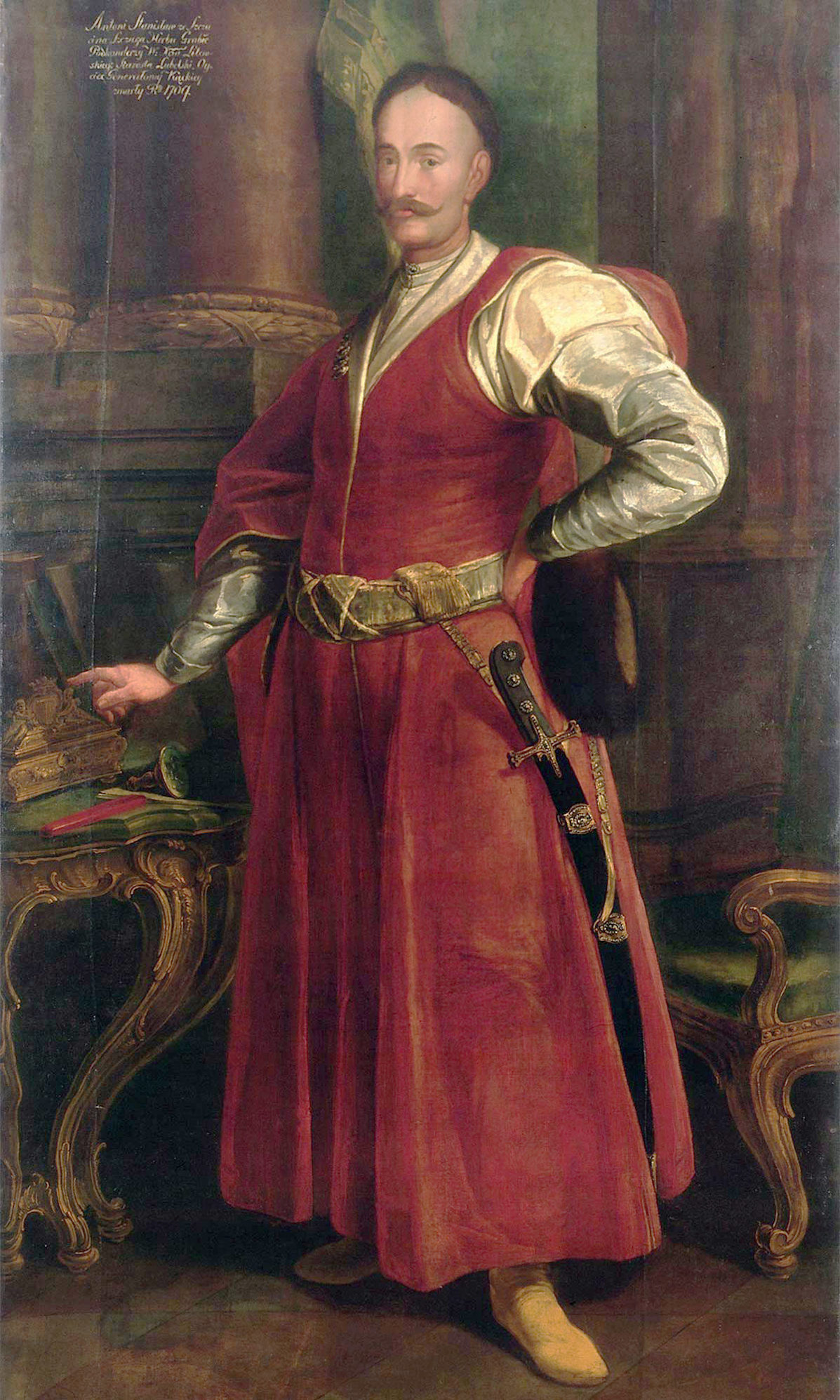
дідич містечка Станіслав Антоній Щука

### Археологічні розвідки
Поблизу Буданова виявлено поселення трипільської та давньоруської епох, знайдено римські монети ІІ століття нашої ери. В урочищі Креміння, під лісом Липник розташоване поселення трипільської культури. На поверхні зібрано уламки кераміки, крем'яні і кам'яні вироби. Під час розкопок виявлено рештки жител, у яких знайдено уламки розписної кераміки та крем'яні знаряддя. Розвідка В.Деметрикевича у 1890-х роках. Матеріал зберігається у Краківському археологічному, Львівському історичному та Тернопільському обласному краєзнавчому музеях.

### Ранній період
Вперше згадується у 1549 році, коли король Сигізмунд II Август дозволив шляхтичці Катерині із Золотників (або на Золотниках), дружині шляхтича, галицького войського Якуба Будзановського заснувати на теренах дідичного села Скомороше (або Скоморохи) міста з назвою Бодзанів (Скоморохи залишилися, містечко почали будуватися трохи північніше). Згідно пізнішої легенди, село, котре дало початок місту Бодзанову (Будзанову), було засноване пастухами, назва походила від виду сиру (будз). Шляхтичі Бодзановські (або Будзановські, гербу Самсон), за даними польських дослідників, походили з Куявії в Польщі.
Власником міста був войський львівський шляхтич Марцін Вільчек (?—1583), який в 1570-х роках сприяв переселенню до знищеного кримськими татарами міста частини мешканців своїх поселень у Мазовії. В останніх роках XVI — на початку XVII ст. місто належало Тарановським (зокрема, 1606 року шляхтичу Анджею Тарановському); пізніше перейшло у власність Ходоровських (1614 року співвласником був Лукаш Ходоровський; 1625 року — Шимон Ходоровський, ймовірно, син львівського стольника Шимона Ходоровського, який був одружений з Ельжбетою Тарановською — представницею роду Тарановських, тодішніх власників Будзанова. 1631 року Ян та Марцін Ходоровські продали місто із замком, їхніми околишніми селами Александрові Сененському (сину Даніеля Сененського та Ельжбети Тарновської); пізніше місто належало Лєвочинським. Наприкінці XVI — на початку XVII ст. місто мало майстрів — представників 21 ремесла.
Гористий рельєф місцевості приваблював поселенців. На одному з пагорбів близько 1550 р. галицьким воєводою[джерело?] був побудований дерев'яний замок. На початку XVII ст. власники Будзанова збудували на місці старого дерев'яного замку кам'яну фортецю. Восени 1648 року міщани-українці взяли участь у повстанні проти польської шляхти (цього, також 1651 років місто було знищене, замок здобутий, пограбований). Власником міста був Томаш Лужецький (пол. Tomasz Łużecki, за нього замок був відбудований), який керував невдалою обороною замку під час турецько-татарського нападу 1672 року. Після нападу турків у 1675 р. замок перебував у стані руїни (зокрема, три з чотирьох міських брам були зруйновані).
На початку XVIII ст. місто стало власністю Станіслава Антонія Щуки — секретаря короля Яна ІІІ Собеського, учасника битви під Віднем 1683 року, підканцлера литовського з 1699 року, потім — радника короля Августа ІІ. Новий дідич сприяв переселенню ремісників з Білгораю, який купив у 1693 році, а 1705 року дав згоду на утворення в місті п'яти цехів (шевського, кушнірського, ситарського, горнецького, різницького). Після нього місто перейшло до Потоцьких гербу Срібна Пилява; 1743 року Евстахій Потоцький видав грамоту-привілей, у якій було визначено права мешканців Будзанова. 1765 року коштом Евстахія Потоцького (львівського старости, сина Єжи Потоцького — старости тлумацького та дружини Марії з Концьких (Контських) замок був частково відбудований, його західне крило перебудоване на костел. 1771 року була епідемія чуми, від неї помер латинський парох о. Ян Цьвіклінський (пол. Jan Ćwikliński).
У XVIII столітті місто відродилося — в цей час щороку у ньому відбувалося 12 ярмарків.

### Австрійський період

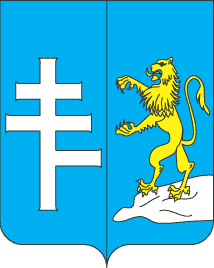
Герб міста австрійського періоду

1780 року права Будзанова підтвердив дідич Йоахім Кароль Потоцький (староста теребовельський).
1802 року Міхал Бобровський на ліцитації судовій купив права на Будзанів, села Вербівець, Ласківці, Косів; скасував права цехів, гарантовані попередніми власниками, що спричинило тривалі судові суперечки. 1817 року: права міщан підтвердили сини Міхала Бобровського — Антоній Міхал; руїни опустілого замку були передані місцевому латинському пароху. В 1830-х роках місто належало Скаржинським, у першій половині ХІХ ст. Александру Перекладовському, потім його спадкоємцям, які 1870 року виставили маєток на публічну ліцитацію. В кінці ХІХ ст. місто було власністю Владислава Баворовського, у ХХ ст. Єжи Баворовського. У 1880 році був 4661 мешканець, садиби суду повітового, нотаріяту, уряду поштового.
1889 року було засновано ткацьку школу. 1900 року населення становило 5601 особа.

### Польський період
В 1930-х роках Будзанів мав розвинуту міську структуру (пошту, переговорний пункт (розмовниця телефонна), інституцію кредитову, 2 готелі, 2 ресторани).
До 1939 року у містечку діяли товариства «Сокіл» (1903), «Просвіта», «Луг», а також народний дім.

### Радянський період
1940 року радянська влада надала Буданову статус села, було утворено Буданівський район з центром у Буданові, що 1959 року ввійшов до складу Теребовлянського району.
Після приходу других «совітів» влада організувала так званий «істрєбітєльний батальйон», у котрому служило 40-60 поляків.

Від січня до березня 1944 року місто було кілька разів атаковане загонами УПА, польська оборона концентрувалась в замку.
У 1954—1955 рр. в селі діяла національно-патріотична організація «Молода Україна» під керівництвом В. Крушельницького.

### Період незалежності
26 травня 2019 року відбулася офіційна церемонія відкриття пам'ятника Сомі Моргенштерну (скульптор Володимир Цісарик).
До 19 липня 2020 р. Буданів належав до Теребовлянського району.
З 26 листопада 2020 р. Буданів належить до Білобожницької сільської громади.
12 червня 2020 року, відповідно до розпорядження Кабінету Міністрів України № 724-р «Про визначення адміністративних центрів та затвердження територій територіальних громад Тернопільської області» увійшло до складу Білобожницької сільської громади.
19 липня 2020 року, в результаті адміністративно-територіальної реформи та ліквідації Теребовлянського району, увійшло до складу новоутвореного Чортківського району.
З лютого 2022 р. діє волонтерський центр.

## Політика

### Парламентські вибори, 2019
На позачергових парламентських виборах 2019 року у селі функціонувала окрема виборча дільниця № 610816, розташована у приміщенні будинку культури.
Результати
- зареєстровано 1049 виборців, явка 59,20%, найбільше голосів віддано за «Слугу народу» — 36,89%, за Радикальну партію Олега Ляшка — 13,27%, за «Голос» — 10,52%.[21] В одномандатному окрузі найбільше голосів отримав Микола Люшняк (самовисування) — 28,43%, за Ігоря Сопеля (Слуга народу) — 22,39%, за Олега Вітвіцького («Голос») — 14,38%[22].

## Населення
Згідно з переписом УРСР 1989 року чисельність наявного населення села становила 2413 осіб, з яких 1097 чоловіків та 1316 жінок.
За переписом населення України 2001 року в селі мешкали 1764 особи.

### Мова
Розподіл населення за рідною мовою за даними перепису 2001 року:
| Мова       | Відсоток |
| ---------- | -------- |
| українська | 99,20 %  |
| російська  | 0,43 %   |
| польська   | 0,37 %   |

#### Мовні особливості
У селі побутує говірка наддністрянського говору. До «Наддністрянського реґіонального словника» внесено такі слова та фразеологізми, вживані у Буданові:
- бабуля (згрубіла назва баби);
- глицє (велика голка);
- граса (вила з тупими кінцями (кульками), якими насипають картоплю);
- дзядзьо (дід);
- дідуля (згрубіла назва діда);
- завізно (переповнено, скупчено);
- заселити (просунути у вузький отвір, наприклад нитку в голку);
- затильник (задня дошка короба воза);
- мамуля (згрубіла назва мами);
- мамця (пестлива назва мами);
- моравка (дерен);
- мороз з вочима (сильний мороз);
- татура (згрубіла назва тата);
- чинити (наповнювати, начинювати (кишку), виготовляючи ковбасні вироби)
- шкробати (чистити молоду картоплю).

## Символіка
Затверджений 25 березня 1999 р. рішенням № 17 III сесії сільської ради XXIII скликання.
Автор — Андрій Гречило.

### Герб
Австрійський
Герб австрійського періоду виглядав так: у розтятому синьому щиті в першій частині — срібний трираменний патріарший хрест без правої частини нижнього рамена (герб графів Потоцьких — «Пилява»), у другій — повстаючий золотий лев на срібній хмарі або горі (імовірно герб Чарнецьких — «Лев»). Дані про герб збереглися в колекції львівського архівіста межі XIX—XX ст. Франца Ковалишина (ЦДІА України у м. Львові. — Ф. 137. — Оп. 1. — Спр. 1. — Арк. 24).
Сучасний
У синьому полі срібна кам'яна стіна з вежею, на якій виникає золотий лев із золотим мечем у лапах. Щит обрамований декоративним картушем і увінчаний срібною міською короною.
Фортечна стіна вказує на причину виникнення Буданова та його стратегічне значення як укріпленого містечка з оборонним замком. Золотий лев із мечем відображає героїзм мешканців у боротьбі з різними завойовниками.

### Прапор
Квадратне полотнище, горизонтально розділене зубчастим січенням (у 5 виступів) на дві частини, у верхній синій виходить жовтий лев із жовтим мечем у лапах, нижня частина біла (відстань від нижнього краю полотнища до нижнього краю січення становить 1/4 сторони прапора).

## Мікротопоніми
Назви місцевостей села та околиць:
- поля:
  - Вододівка,
  - Голодний Горб,
  - Драбова,
  - Кремінна,
  - Сапушна,
- ліс Букшин,
- яр Перейма.

## Поширені прізвища
Бойко, Бігорай, Біль, Бородайко, Бугарешта, Дюк, Закордонець, Кершко, Копогриз, Кучма, Литвин, Ласконь, Моронг, Москалик, Расяк, Сак, Шкрибайло, Сушко, Татарчук, Цвігун, Чабан, Шозда, Юрчишин.

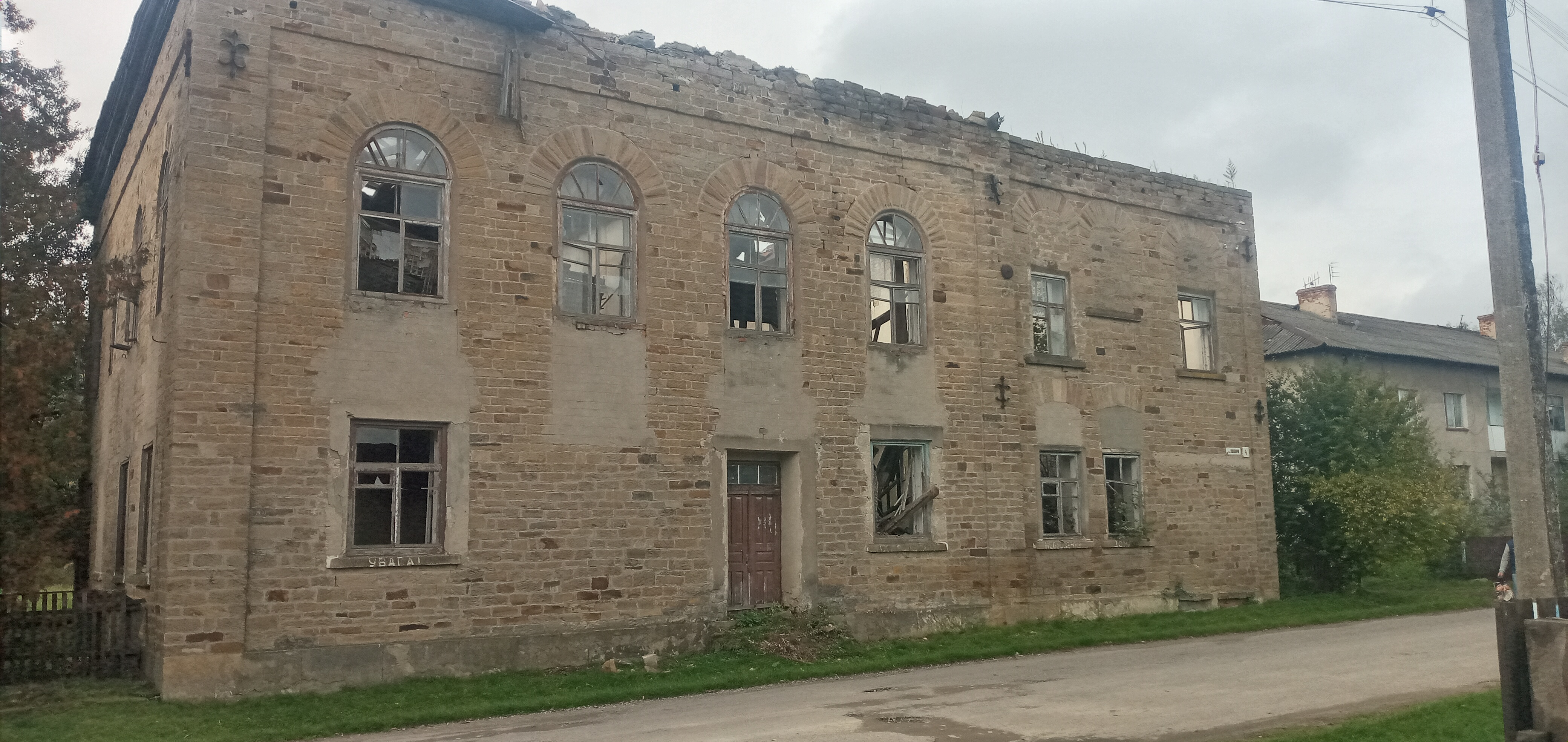
Буданівська синагога у 2022

## Релігія

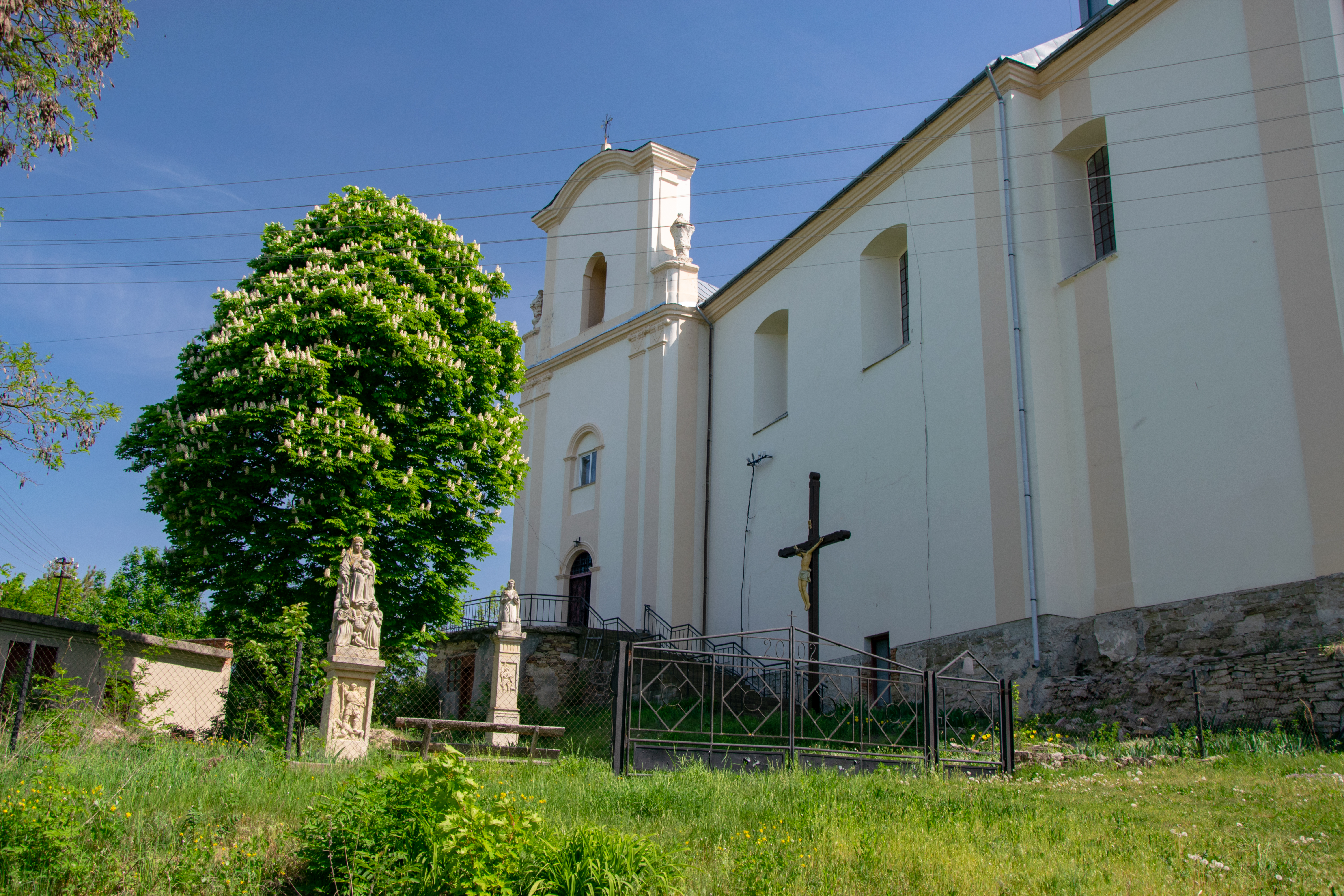
Костел Воздвиження Всечесного Хреста

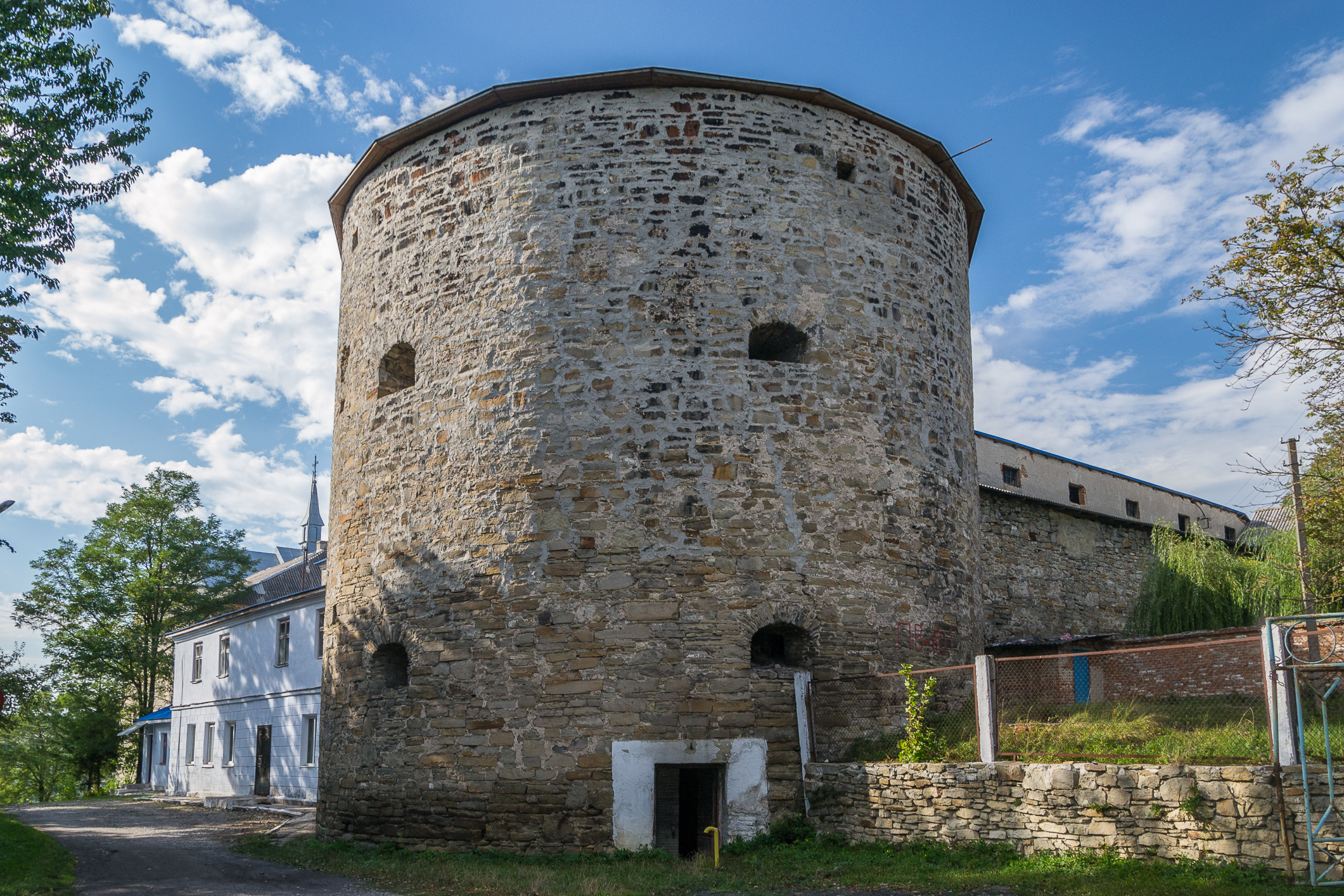
Буданівський замок

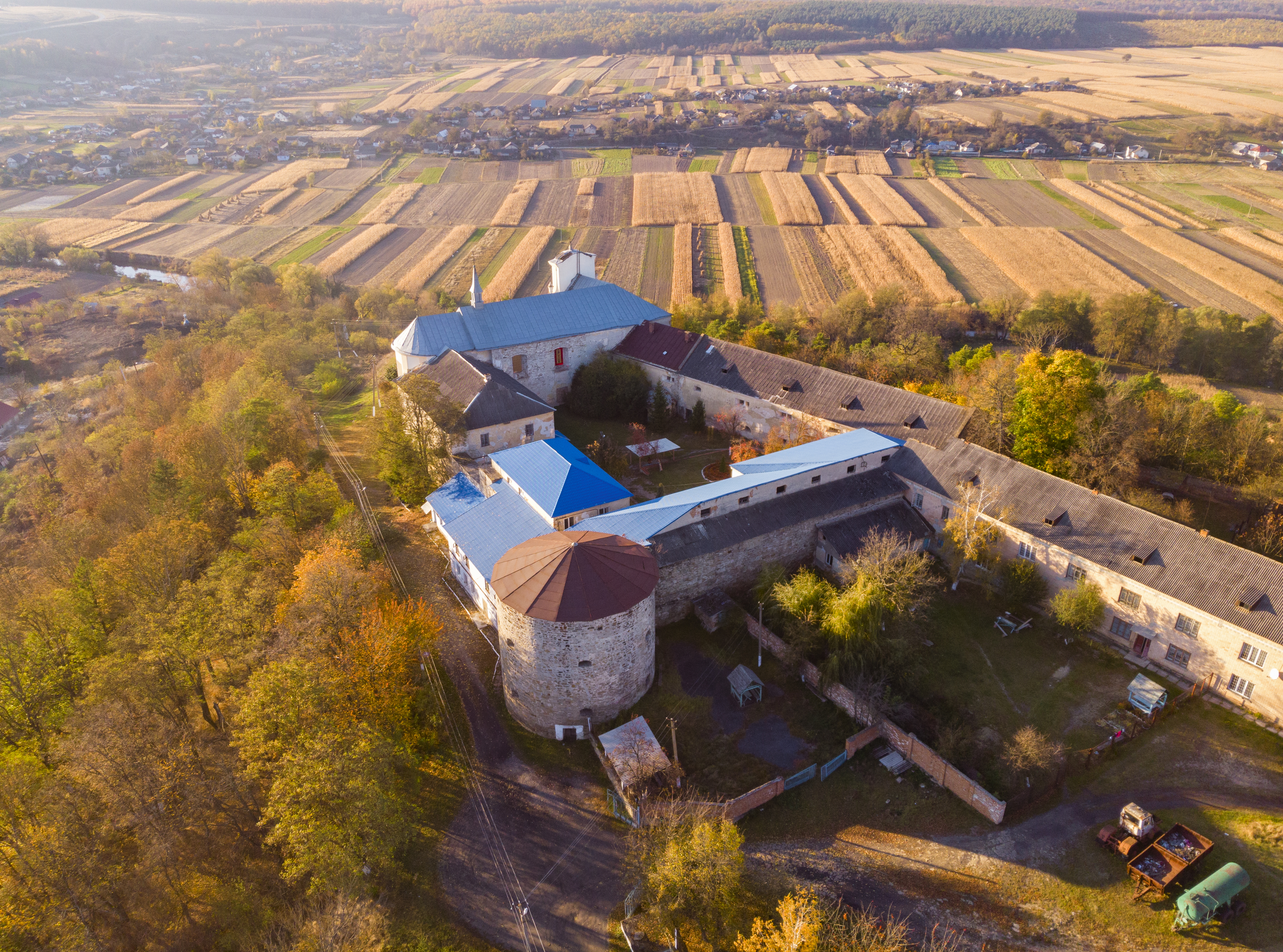
Вид на замок з повітря

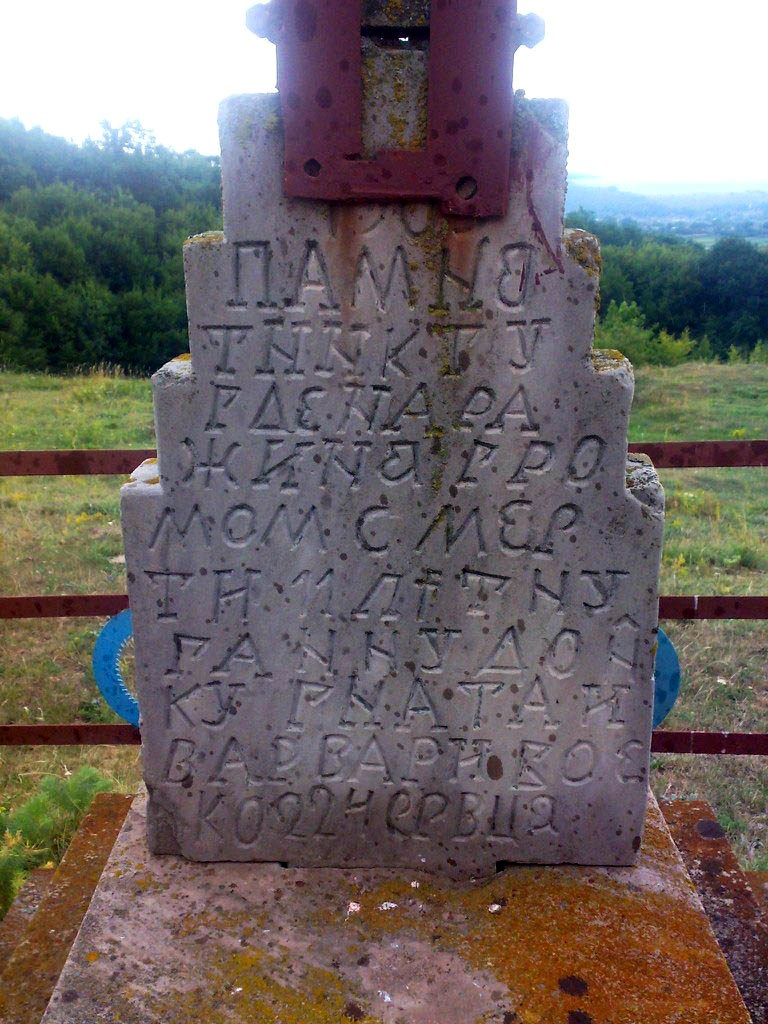
Пам'ятник дівчинці, що
загинула від удару блискавки

- Костел Воздвиження Всечесного Хреста (1765; Горнунг вважав роботою Пінзеля статуї в костелі,[30] голова ангела з костелу брала участь у виставці робіт Пінзеля у Львові 1987 р.;[31] нині — психіатрична лікарня), монастирські келії XVIII століття
- церква Покрови Пресвятої Богородиці (1852, мурована, ПЦУ)
- церква святого Юрія (2001, мурована, УГКЦ)
- колишня синагога
- капличка (1992, УГКЦ)

## Пам'ятки
- Буданівський замок
- два хрести на місці колишніх церков
- три хрести на честь скасування панщини.
- Загальнозоологічна пам'ятка природи місцевого значення «Резерват змій».

У Буданові, поруч з Будинком культури, є кладовище радянських воїнів. На кладовищі — 42 могили, з яких 29 — братські, 12 — індивідуальні. При вході пам'ятник — скульптура воїна на постаменті. Встановлений 1970 року. Скульптор Михайло Кордіяка, архітектор І. Тимчишин. У 1968 було споруджено пам'ятник воїнам-односельчанам, полеглим у німецько-радянській війні, 1990 року насипано символічну могилу з написом «Вічна слава Героям!», встановлено 3 меморіальні дошки воїнам-інтернаціоналістам.
На Замковій горі, на одній з могил донедавна стояв дерев'яний хрест, на якому була таблиця з написом: «Тут поховані оборонці віри від турків і татар (1575 p.)».

## Соціальна сфера

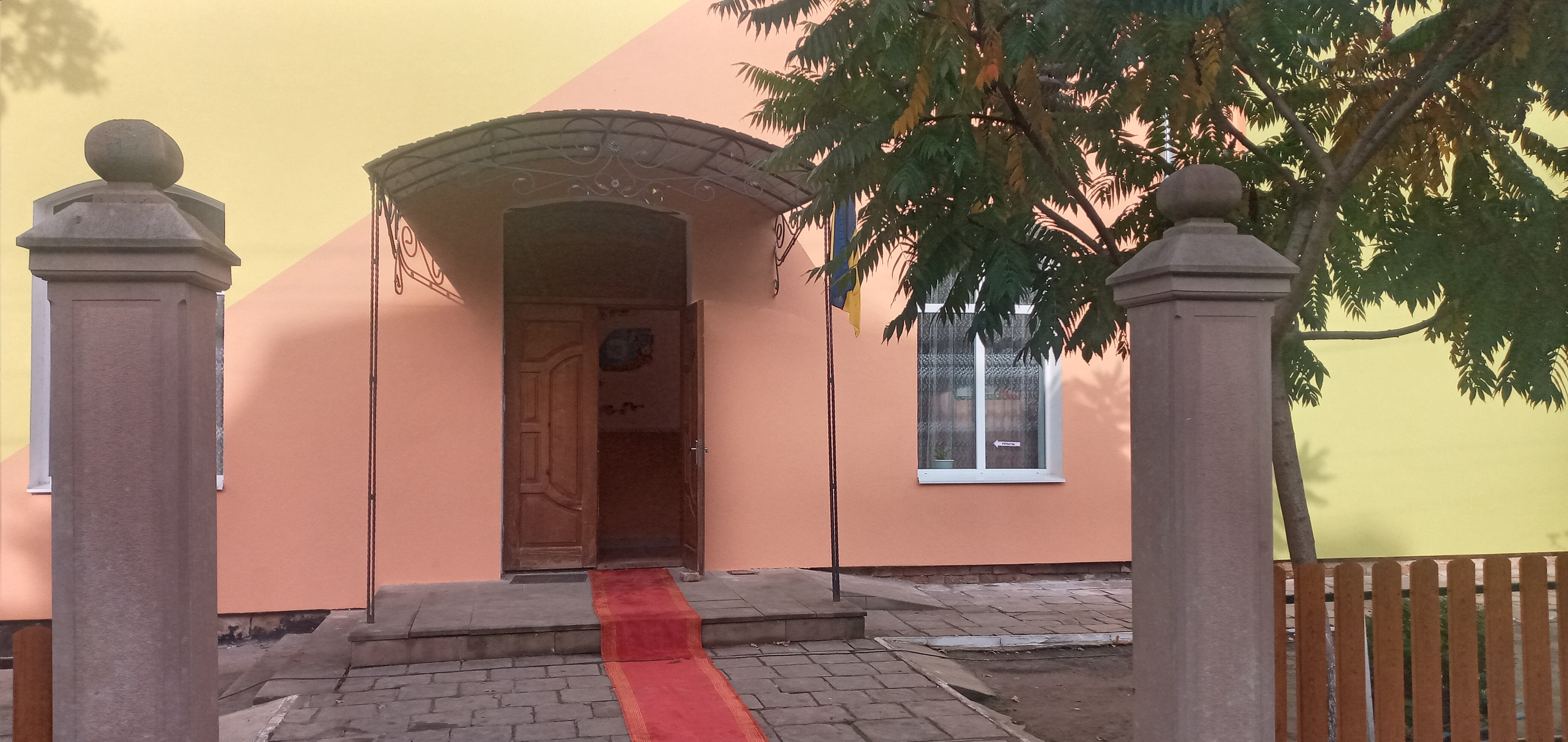
Буданівська школа

У селі діють загальноосвітня школа І-ІІІ ступенів, з 1959 професійне технічне училище, будинок культури, бібліотека, дошкільний заклад освіти, ветеринарна лікарня, психіатрична лікарня, цегельня, 3 кар'єри, селянська спілка.

## Відомі люди

### Народилися
- Валер'ян Серватовський — ксьондз, пробощ парафії Всіх святих (Краків), письменник[36]
- А. Ласько — культурно-освітній діяч
- Богдан Проник — журналіст
- Соломон Морґенштерн (1890-1976) - німецькомовний письменник
- Лі Страсберг (1901—1982)  — видатний американський актор і театральний педагог
- Цвігун Іван — командир боївки Буданівського районного проводу ОУН, лицар Золотого хреста бойової заслуги УПА 2 класу.
- Шкрибайло Роман Іванович (1974—2022) — український військовик учасник російсько-української війни[37].

### Пов'язані з Будановом
- Проживав письменник Павлівський Борис Сергійович.

#### Навчалися
- С. Костишин — академік
- Михайло Ониськів — краєзнавець, публіцист, поет.

#### Перебували
- святий Амфілохій Почаївський — запроторений радянською міліцією в Буданівську психлікарню.

### Почесні громадяни Будзанова
- граф Єжи Баворовський (1870, Острів — 1933, Львів) — парламентар, дідич, почесний громадянин Теребовлі.[38]